# Степной волк (премия)
«Степной волк» — музыкальная премия, учрежденная московским Центральным домом художника, московским Открытым книжным фестивалем и музыкальным критиком Артемием Троицким.

## О премии
Премия была учреждена в 2008 году, она вручается раз в год по итогам голосования авторитетного жюри.
Лауреатам премии «Степной волк» вручают папки, созданные художницей Ольгой Солдатовой.
Артемий Троицкий о премии «Степной волк»
Все премии, которые имеются в нашей стране, по определению ангажированные, поскольку учреждены всевозможными музыкальными каналами или радиостанциями. Во-первых, все эти премии сориентированы на формат этих телеканалов и радиостанций — от «Муз-ТВ» до «Нашего радио». Во-вторых, такие награждения не апеллируют к экспертному сообществу, а обращаются к народным массам, вследствие чего победителями становятся наиболее раскрученные артисты. Кроме того, часто это не имеет отношения к качеству продукции, которую данные артисты представляют. «Степной волк» — единственная премия, которая во главу угла ставит инновационность и талант.

«Степной волк» — великий роман Германа Гессе. Мне кажется, это лучшая книга о магии музыки.

## Номинанты премии
Победители отмечены жирным шрифтом

### 2008
| - Поэзия на музыку - Дельфин - Земфира - Андрей Макаревич - Юрий Шевчук - Максим Кучеренко и Владимир Ткаченко (Ундервуд) - Диск - Земфира — «Спасибо» - Псой Короленко — «Русское богатство» - Дельфин — «Юность» - АукцЫон — «Девушки поют» - Ленинград — «Аврора» - Песня - Рената Литвинова — «Тысяча лет» - Lumen — «Государство» - Ундервуд — «Товары и Услуги» - Дельфин — «Без нас» - Ленинград — «Паганини» - «Нечто особенное» - Дуэт Ильи Лагутенко и Кача на вручении премий журнала FUZZ - Петр Налич - Выступление Юрия Шевчука на «Марше несогласных» в Петербурге - Аудиокнига: «Москва-Петушки» (читает Сергей Шнуров) - Сайт/Блог - Theodor Bastard - Евгений Гришковец - Cheese People - Алена Свиридова - Дети Пикассо - НОМ - Иностранные артисты - Under Byen (Дания) - Eleonoora Rosetaht (Финляндия) - Dave Cloud (США) - Clinic (Великобритания) - Single (Испания) - Cornelius (Япония) | - Концерт: Земфира — концерт в СК «Олимпийский», Москва, 01.04.2008 - Дебют - Барто - Ривущие струны - Самое Большое Простое Число - Саша Шла - Видео - Ляпис Трубецкой — «Капитал» - Александр Ф. Скляр — «Предательство и Контрабанда» - Петр Налич — «Gitar» - Дельфин — «Снег» - SunSay — «У тебя есть все» - Quest Pistols — «Я устал» - Книга о музыке - Олег Нестеров — «Юбка» - Борис Барабанов — «АССА. Книга перемен» - Максим Семеляк — «Музыка для мужика» - Музыкальный фильм - «Зелёный театр в Земфире» - «Фантомас снимает маску» - «Нирвана» - Дизайн диска - «Gulag Tunes» — Мелодии и ритмы Гулага, Мелодии и ритмы Гулага ...и другие хорошие мелодии, Мелодии Любви - «Центр» — (архивная серия) - «АМБА» — Мумий Тролль - «Русское богатство» — Псой Короленко - «Этномеханика» — Zdob Si Zdub - «Werewolf» — Esthetic Education - «Штандер» — Андрей Макаревич и Оркестр креольского танго |

### 2009
| - Лирика - Noize MC - Михаил Борзыкин (Телевизор) - Борис Гребенщиков (Аквариум) - Максим Кучеренко и Владимир Ткаченко (Ундервуд) - Сергей Михалок (Ляпис Трубецкой) - Алексей Отраднов (Барто) - Илья Черепко-Самохвалов (Кассиопея) - Диск - Мумий Тролль — «8» - Аквариум — «Лошадь белая» - Каста — «Быль в глаза» - Noize MC — «Greatest Hits Vol. 1» - СБПЧ-Оркестр — «СБПЧ-Оркестр» - Ляпис Трубецкой — «Манифест» - Фёдоров, Волков, Котов, Старостин — «Душеполезные песни на каждый день» - Песня - Александр Ф. Скляр — «Корабли не тонут» - Аквариум — «Дуй» - Барто — «Скоро все е*нется» - Каста — «Радиосигналы» - Лепокурова — «Алёнка» - Мумий Тролль — «Контрабанды» - Общежитие — «Инди» - Нечто - Николай Воронов - Большой адронный коллайдер - 4 позиции Бруно - Евровидение 2009 - Закрытие журнала FUZZ - Комба БАКХ - Пахом - Foreign - Noblesse Oblige - Erykah Badu - Death Cab For Cutie - Peter Doherty - Guns N' Roses - Eleanoora Rosenholm - TV on the Radio - Музыка - Антон Батагов - Вивисектор - Dsh!Dsh! - Константин Меладзе - Mujuice - Алина Орлова - СБПЧ-Оркестр - Деятель - Александр Богданов - Михаил Евграфов - Глеб Лисичкин - Сергей Мельников - Иосиф Пригожин - Яна Рудковская - Александр Чепарухин | - Концерт - Bajinda Behind the Enemy Lines — «Ikra», Москва - Глеб Самойлов, Михаил Борзыкин и Алексей Никонов — «Трибьют» — «Орландина», С.Петербург, 01.04.2008 - ДДТ — «Не Стреляй!», СКК «Петербургский», С.Петербург, 26.09.2008 - Алла Пугачёва — «Сны о любви», Кремль, Москва - Фестиваль «Сотворение мира» — Площадь Тысячелетия, Казань - Фёдоров, Волков, Котов, Старостин — ЦДХ, Москва - Центр — «Шестнадцать тонн», Москва - Дебют - Алина Орлова - Татьяна Зыкина - Кассиопея - Комба БАКХ - Рубль - С’нега - Treya - Видео - Ляпис Трубецкой — «Огоньки» - Барто — «Скоро все е*нется» - Мумий Тролль — «Контрабанды» - Бумбокс — «Полина» - ВИА Гра — «Американская жена» - Narkotiki — «Иосиф Кобзон» - Небесная канцелярия — «Упадем в небо» - Максим Покровский — «Шоппинг» - Treya — «НЛО» - Книга - Борис Гребенщиков — «Аэростат» - Евгений Головин — «Сумрачный каприз» - Людмила Гребенщикова — «Мой сын БГ» - Сергей Гурьев — «История группы Звуки Му» - Александр Кан — «Пока не начался jazz» - Кирилл Мошков — «Индустрия джаза в Америке» - Сергей Самсонов — «Аномалия Камлаева» - Дизайн - Татьяна Зыкина — «Ощущение реальности» - Мумий Тролль — «8» - Ривущие струны — «MS:4» - Сакура — «Настоящий Dолшебный» - Theodor Bastard — «Белое: Ловля злых зверей» - The Types — «I’m So Good!» - Центр — «У прошлого нет будущего» - Интернет - Мумий Тролль - Голуби и Безумные кашевары - Земфира - Татьяна Зыкина - Комба БАКХ - Rekevin - Theodor Bastard - Фильм: Стиляги - Голос: - Алина Орлова - Женя Борзых (Dsh!Dsh!, Прогоним песню) - Яна Вева (Theodor Bastard) - Земфира - Илья Лагутенко (Мумий Тролль) - Петр Налич - Пелагея |

### 2010
| - Слова - Noize MC - Арсений (Padla Bear Outfit) - Сергей Михалок (Ляпис Трубецкой) - Евгений Фёдоров (Tequilajazzz) - Сергей Шнуров (Рубль) - Альбом - Мегаполис — «Супертанго» - Moremoney — «Tricky» - Port Mone — «Dip» - Рубль — «Сдачи не надо» - Tequilajazzz — «Журнал живого» - Песня - Noize MC — «Mercedes S666» - Винтаж — «Ева» - NRKTK — «Жалкие людишки» - СБПЧ — «Живи хорошо» - Севара и Эльф — «А он не пришёл» - Нечто - Хип-хопера «Копы в Огне» - «ДахаБраха» - Олег Каравайчук - Музыкальный спектакль «Медея» - «Птицу ЕМЪ» - Катализатор - Илья Бортнюк («Светлая музыка», фестиваль «Стереолето») - Алексей Аляев (Soyuz Music) - Александр Горбачёв («Афиша») - Игорь Тонких («Фили Рекордс»), («ГлавClub») - Александр Чепарухин (Greenwave Music) - Музыка - Moremoney - 4 позиции Бруно - А-Студио - Port Mone - Леонид Федоров - Место - Клуб «16 тонн» - Клуб B1 Maximum - Клуб Ikra - Клуб MOSPROEKT - Клуб «Солянка» - Концерт - Пикник Афиши 2009 (Москва) - Группа «ДахаБраха» в ЦСИ им. Курехина (Санкт-Петербург) - Фестиваль «Индюшата» в клубе Ikra (Москва) - Леонид Федоров и компания в «ГлавClub» - Эдуард Хиль в клубе «16 тонн» | - Дебют - Padla Bear Outfit - Зимавсегда - Краснознаменная дивизия имени моей бабушки - Нина Карлссон - 23:45 & 5ivesta - Видео - Рубль — «Я хуярю на гитаре» - Billy's Band — «Время, которое нужно убить» - Михаил Борзыкин, Василий Шумов — «Позитиф» - Ляпис Трубецкой — «Буревестник» - Noize MC — «Mercedes S666» - Книга - Лео Фейгин — «All that Jazz» - Егор Летов — «Автографы. Черновые и беловые рукописи» - Илья Лагутенко — «Мой восток» - Андрей Горохов — «Музпросвет» - Григорий Гольденцвайг — «Клуб, которого не было» - Дизайн - Фруктовый кефир — «Клетчатый альбом» - Cheese People — «Well Well Well» - NRKTK — «Планета Любовь» - Вежливый отказ — «Гуси-Лебеди» - Мумий Тролль — «Редкие земли» - Интернет - Эдуард Хиль - Лемондэй - Noize MC - Рубль - Фильм: - Дом Солнца - Егор Летов. Проект фильма - Погружение - Голос: - Сергей Шнуров (Рубль) - Надя Грицкевич (Moremoney) - Нина Карлссон - Севара Назархан - Галя Чикис (Чикис) - Медиа: - Портал Openspace.ru - Журнал Rolling Stone - Сайт znaki.fm - Журнал Афиша - Программа «Траектория звука» (Радио «Культура») |

### 2011
| - Музыка: - Zorge - Surtsey Sounds - The Retuses - «4 позиции Бруно» - Утро / motorama - Ill!noiz - Uniquetunes - Слова: - Сергей Михалок («Ляпис Трубецкой») - Михаил Феничев («Есть Есть Есть») - Катя Павлова («Обе две») - Евгений Алёхин («Макулатура», «Ночные грузчики») - Юлия Накарякова и Женя Иль («Лемондэй») - Илья Черепко-Самохвалов («Кассиопея», «Петля пристрастия») - Голос: - Надежда Грицкевич (Moremoney) - Алина Орлова - Женя Любич - Галя Чикис - Кира Лао - Юрий Орлов («Николай Коперник») - Дебют: - Женя Любич - «Есть Есть Есть» - «Обе две» - Scofferlane - Zorge - Kira Lao - Альбом: - Алина Орлова — «Mutabor» - Mujuice — «Downshifting» - «Дети Picasso» — «Герда» - «Николай Коперник» — «Огненный лед» - «Последние танки в Париже» — «Порядок вещей» - «Птицу ЕМЪ» — «Птицу съем» - «Барто» — «Ум, совесть и честь» - «Есть Есть Есть» — «Дорогой мой человек» - Песня: - Женя Любич — «Галактика» - Mujuice — «Милый друг» - «Лемондэй» — «Балет» - «Обе две» — «Милый» - «Ляпис Трубецкой» — «Я верю» - «Ленинград» — «Триумф» - Вера Брежнева — «Любовь спасёт мир» - Видео: - Алина Орлова — «Чудеса» - Mujuice — «Выздоравливай скорей» - Игорь Григорьев — «Сны моей весны» - «Ляпис Трубецкой» — «Африка» - Noize MC — «10 суток в раю» - «Ляпис Трубецкой» — «Я верю» - Дизайн: - Роман Литвинов (альбом «Downshifting») - «Full of Nothing» (кассеты) - «Дети Picasso» (альбом «Герда») - «Утро» (альбом «Утро») - Вера Сажина (альбом «Подземные воды») - «Николай Коперник» (сайт альбома «Огненный лед») | - Концерт: - SKIF 2011 - «Тёмные лошадки» в China Town - «Мумий Тролль» в «Олимпийском» - «Стереолето»-2010 - «ДДТ» в «Арене», Театре эстрады и Digital October - Концерт-митинг «Мы все живем в Химкинском лесу» на Пушкинской площади - Место: - «Шестнадцать тонн» - «Китайский летчик» (Петербург) - «Зал ожидания» (Петербург) - «Космонавт» (Петербург) - China Town - Crocus City Hall - Катализатор: - Василий Шумов («Центр», «Содержание») - Денис Бояринов (Openspace.ru) - Александр Чепарухин (Green Wave) - Александр Горбачёв («Афиша») - Илья Зинин (China Town) - Андрей Алякринский (Zorge, студия «Добролет») - Нечто: - Юрий Шевчук - Воссоединение «АВИА» - Рок-опера «Медея» с Лехой Никоновым - Игорь Растеряев - «Несмеяна» - Zorge записывают альбом на деньги слушателей - Медиа: - «Афиша» - Телеканал «Дождь» - OpenSpace.ru - Rolling Stone - Far From Moscow - Opium Mass - Интернет: - Игорь Растеряев «Комбайнеры» - «Никитин» против «Вконтакте» - «Яндекс. Музыка» и Zvooq.ru - «Делай меня точно»: трибьют «Афиши» группе «Мумий Тролль» - Вася Обломов - Русская электроника на Pitchfork - «Ленинград» vs Noize MC vs Стас Барецкий - Книга: - Ольга Манулкина «От Айвза до Адамса: Американская музыка XX века» - Лев Наумов «Александр Башлачёв: человек поющий» - «Знак кровоточия. Александр Башлачев глазами современников» - Михаил Марголис «„Аукцыон“: книга учёта жизни» - Виктор Тихомиров «Чапаев-чапаев» - Ирина Щербакова, Илья Бортнюк «Как стать успешным промоутером» - Фильм - «Чёрным по белому» (Первый канал, к 60-летию Петра Мамонова) - «Золотое сечение» (фильм Сергея Дебижева) - «После Баха» (документальный фильм Олеси Буряченко) |

### 2012
Пятая церемония вручения состоялась в парке искусств «Музеон» у Центрального дома художника в Москве 28 июня 2012 года. Номинанты были объявлены 15 июня.

| - Видео: - Иван Дорн «Стыцамен» - «Ляпис Трубецкой» «Не быць скотам» - «Обе две» «Гонщики» - «Сансара» «Гений» - Scofferlane «I, Awoke» - Альбом: - «Аукцыон» «Юла» - «ДДТ» «Иначе» - Dolphin «Существо» - «Краснознамённая дивизия имени моей бабушки» «Гобой» - «Птицу ЕМЪ» «Давай забудем о морали» - Дебют: - Вера Полозкова - Иван Дорн - «Труд» - Ifwe - Jack Wood - Lizzard G - Песня: - «Аквариум» «Назад в Архангельск» - «Аукцыон» «Хомба» - Глеб Самойлоff & The Matrixx «Космобомбы» - «ДДТ» «Свобода» - «Краснознамённая дивизия имени моей бабушки» «Астронавты» - Kira Lao «Шалфей» - Дизайн: - «ДДТ» — альбом «Иначе» - Иван Дорн — официальный сайт - «Чёртово колесо инженера Ферриса» — альбом «Wanna Ride?» - NRKTK — альбом «Разочарование года» - Zorge — проект «Mongoloid» - Слова: - Вася Обломов - Дельфин - «Птицу ЕМЪ» - Сергей Михалок - Юрий Шевчук - Noize MC - Музыка: - Леонид Фёдоров - Павел Додонов (Dolphin) - DZA - motorama - The Retuses - Катализатор: - Александр Горбачёв - Александр Чепарухин - Андрей Клюкин - В. В. Путин - Василий Шумов | - Голос: - Галя Чикис - Нина Карлссон - Юрий Шевчук - Яна Смирнова («Краснознамённая дивизия имени моей бабушки») - Кира Лао - Фильм: - «Звёздный ворс» группы «Н. О. М.» - «Небо под сердцем» группы «ДДТ» - «Нота» Олега Дормана - «Шапито-шоу» Сергея Лобана и Марины Потаповой - Интернет: - Проект «10 молодых музыкантов» на Look At Me - Акция «Белый альбом» - Блог Hidden Track - Трибьют «Аквариуму» на Lenta.ru - Чика из Перми - «Монголоид»: проект группы Zorge - Концерт: - «ДДТ» с программой «Иначе» - Пикник «Афиши»-2011 - «Стереолето-2011» - Bosco Fresh Fest - Scofferlane с программой «Veto» - Нечто: - Алексей Петров - Гуша Катушкин и Мария Чайковская - Игорь Григорьев - Обломов — Собчак — Парфёнов - Pussy Riot - Место: - «16 тонн» - «Космонавт» (Санкт-Петербург) - China Town - Crocus City Hall - Stadium Live - Медиа: - «Афиша» - «Профилактика» (Телеканал «Россия») - Телеканал «Дождь» - Look At Me - OpenSpace.ru - Ресурс: - «Яндекс.Музыка» - Far From Moscow - Kroogi - ThankYou.ru - Zvooq |

### 2013
В 2013 году премия не вручалась.

### 2014
- Книга:
  - Юлия Стракович «Цифролюция»
  - Александр Кушнир. «Сергей Курехин. Безумная механика русского рока»
  - Михаил Идов «Чёс»
- Видео:
  - Ляпис Трубецкой. «Воины света». Режиссёр — Алексей Терехов.
  - DJ Oguretz «Let the music fuck you»
  - Мумий Тролль «Кажется»
  - Ленинград «Сумка»
  - Ляпис Трубецкой «Матрешка»
  - Dakh Daughters «Розы/Донбасс»
- Альбом:
  - Леонид Федоров & Крузенштерн и Пароход «Быть везде»
  - Sonic Death «Home punk»
  - СБПЧ. «Я думаю, для этого не придумали слово».
  - 4 позиции Бруно «Я заказан»
  - Земфира «Жить в твоей голове»
  - Ляпис Трубецкой «Матрешка»
  - Alpha-Beta «Сбавьте гонор»
- Дебют:
  - Наадя
  - Окуджав.
  - Антон Маскелиаде
  - Fanny Kaplan
  - Dakh Daughters
- Песня:
  - Иван Дорн «Танец пингвина»
  - Константин Меладзе. «Песня из к/ф Оттепель»
  - Аквариум. «Праздник урожая во Дворце труда»
  - Scofferlane & Jack Wood. «Safety spell»
  - Окуджав. «Взрослые»
  - Аквариум. «Губернатор»
- Дизайн:
  - Mujuice. «Metamorphosis» (альбом)
  - Мегаполис. «Из жизни планет» (сайт)
  - Мумий Тролль. «SOS матросу» (альбом)
  - Геометрия — переиздания альбомов
  - Аукцыон (лейбл)
  - НОМ. «Звездный ворс» (DVD)

### 2023[6]
- Группа года
  - «Ногу свело!»
- Песня года
  - «Аигел», «Пыяла»
- Книга:
  - Александр Кушнир. «Аквариум: Геометрия хаоса»
- Видео:
  - Лигалайз, «Мир!! Вашему!! Дому!!»
- Альбом:
  - «БГ+», «Богрукиног»
- Событие года
  - Роман Либеров, «Фильм-концерт. Мы есть!»